# Goupil & Cie

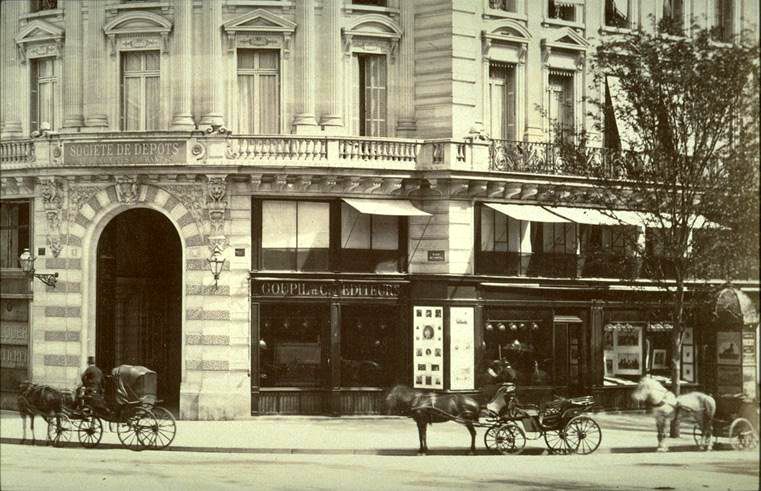
Galerie Goupil, Place de l'Opéra, Parijs.

Goupil & Cie, ook Maison Goupil & Cie, was een 19e-eeuwse uitgeverij en drukkerij van grafiek in Parijs.

## Geschiedenis
De kunsthandel Goupil werd in 1829 opgericht door Adolphe Goupil en Henri Rittner, aan de Boulevard Montmartre nr. 12 in Parijs. Goupil werd in de loop der jaren een internationale kunsthandel in de beeldende kunst van schilderijen en sculpturen. Het had een netwerk van vestigingen in Londen, Brussel, Den Haag, Berlijn en Wenen, maar ook in New York en Australië. Belangrijk voor deze uitbreiding waren de Ateliers photographiques in Asnières, ten noorden van Parijs. Adolphe Goupil was de leidende persoon.
In 1920 werd de firma opgeheven. Werken van Goupil zijn te zien in Musée Goupil, een stedelijk museum/prentenkabinet in de Franse stad Bordeaux.